# Piskbaronmossa
Piskbaronmossa (Anomodon attenuatus) är en bladmossart som beskrevs av Hübener 1833. Piskbaronmossa ingår i släktet baronmossor, och familjen Thuidiaceae. Arten är reproducerande i Sverige. Inga underarter finns listade i Catalogue of Life.

## Bildgalleri

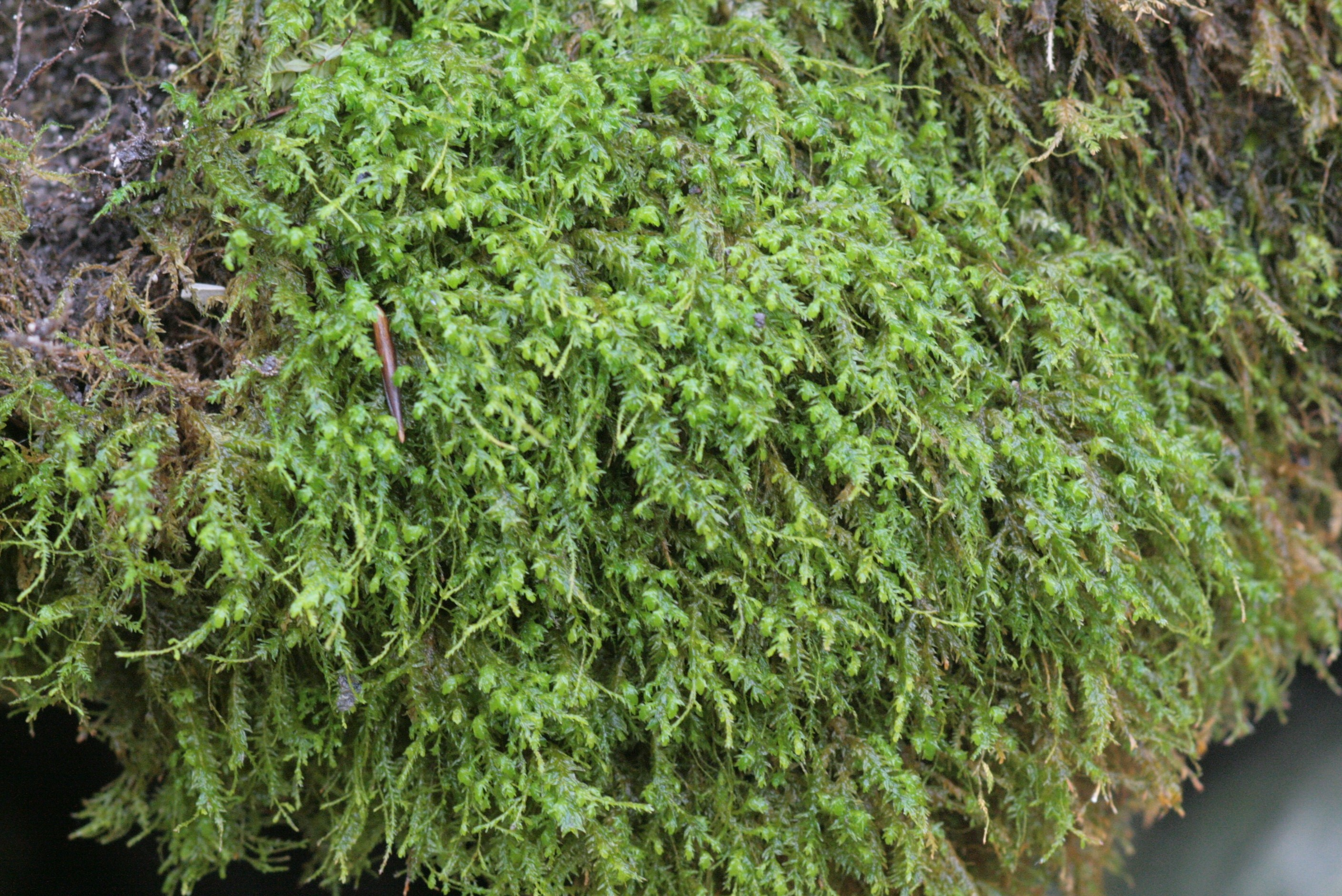
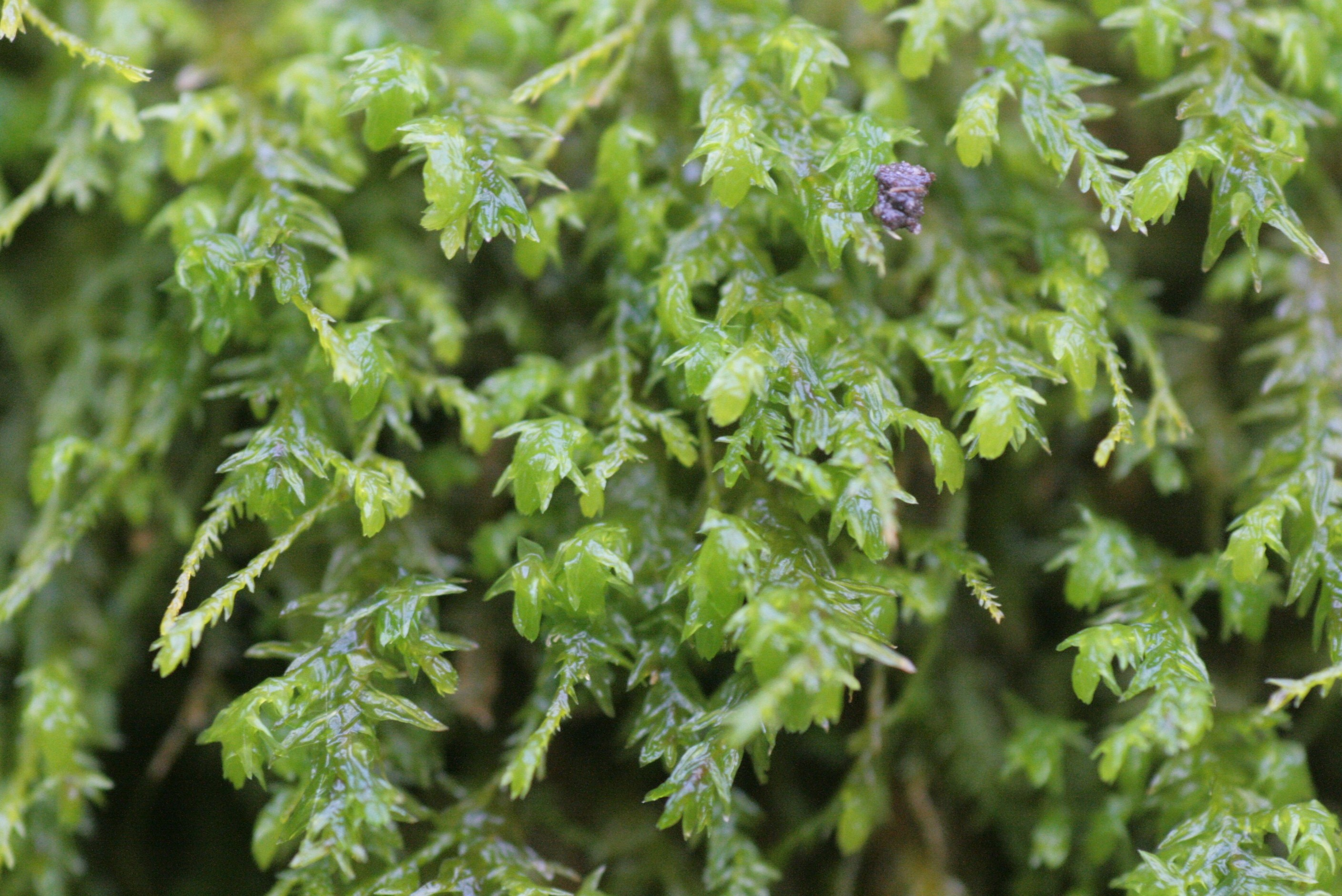
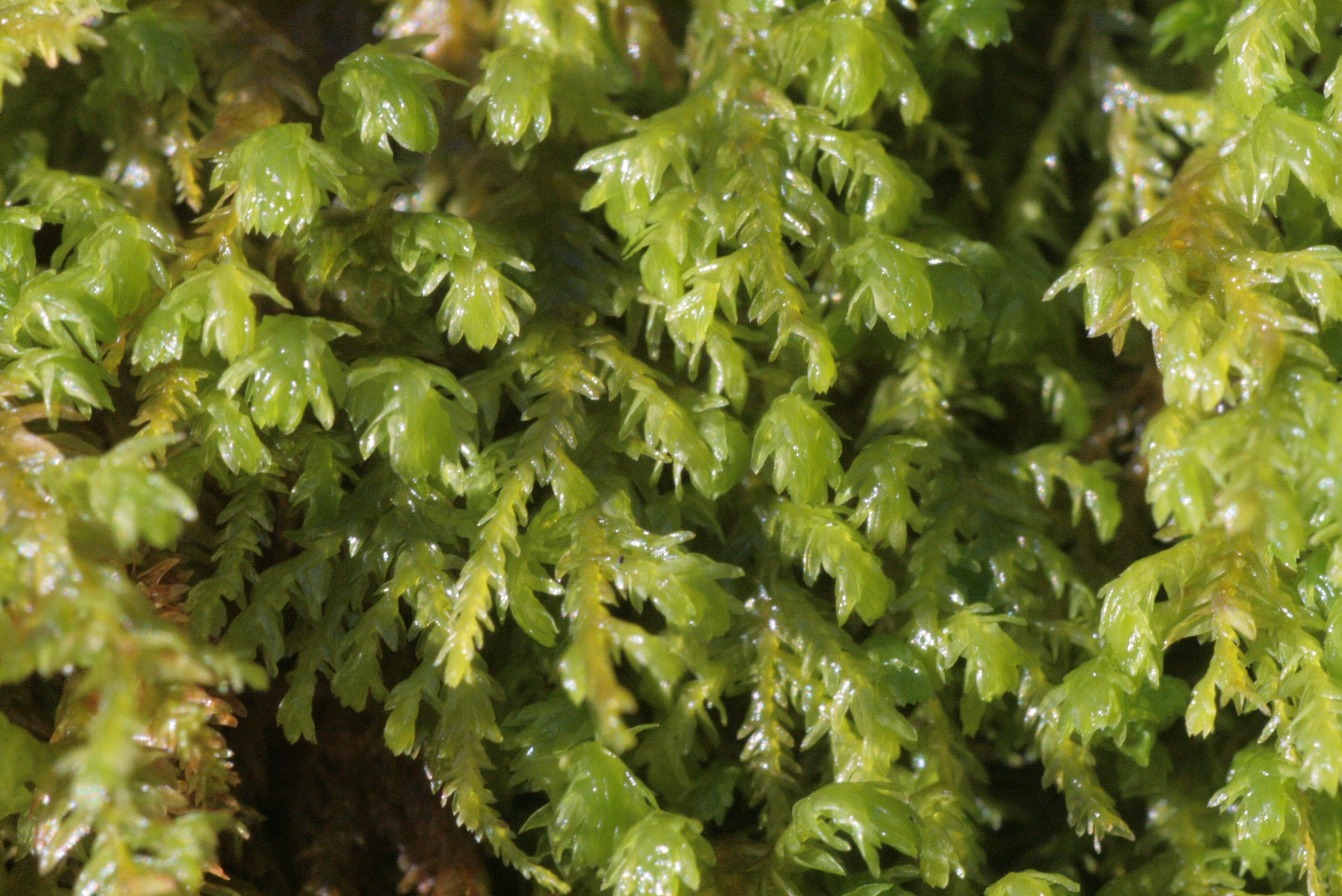
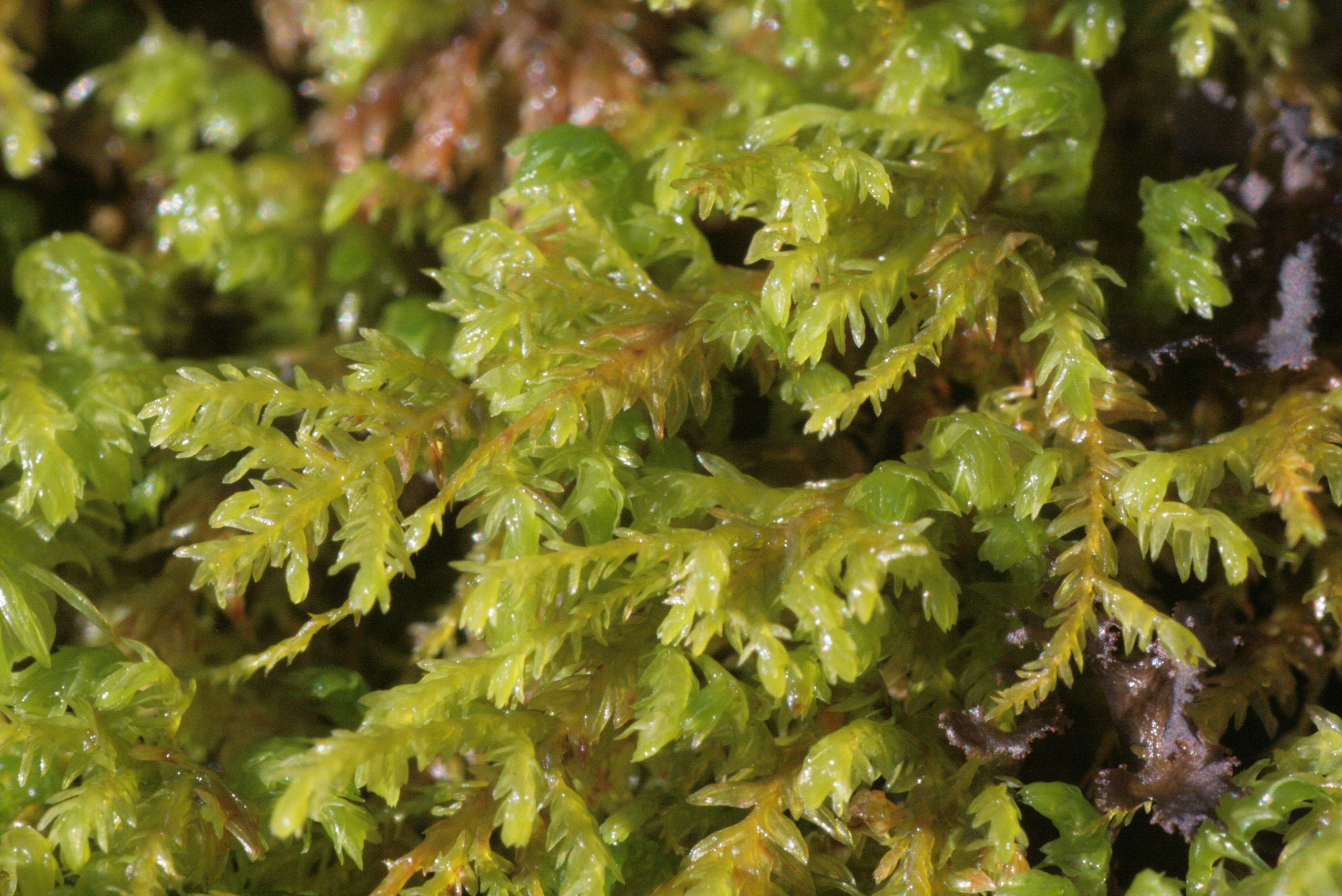
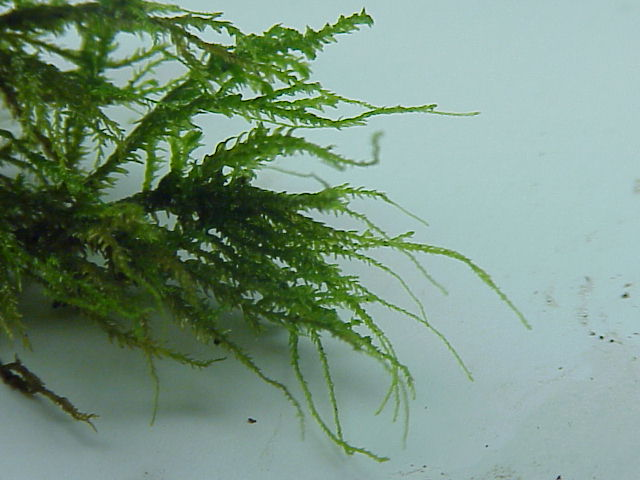
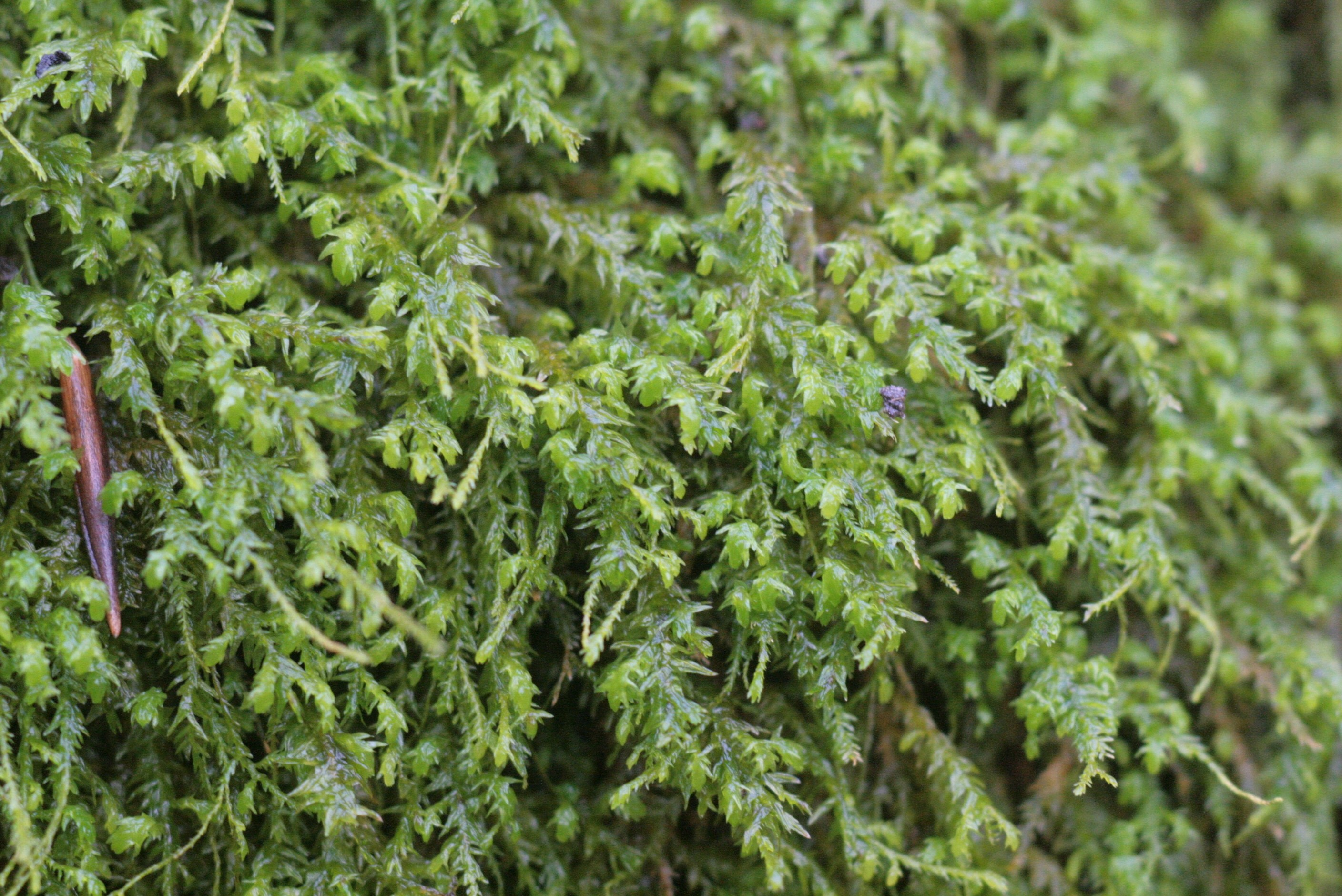